# Banque Centrale Populaire
Banque Populaire — марокканский банк. Основан в 1961 году в качестве кооперативного банка. В 2004 году его акции были размещены на Касабланской фондовой бирже. Является центральным банком для восьми региональных «народных банков». Помимо Марокко работает в ряде стран Африки (Мали, Габон, Маврикий, Мадагаскар, Гвинея, Сенегал, Буркина-Фасо и Руанда), представительства имеются в Европе и на Ближнем Востоке. Тесно сотрудничает с французской Groupe BPCE. В списке крупнейших публичных компаний мира Forbes Global 2000 за 2021 год банк занял 1953-е место (715-е по активам).
Banque Centrale Populaire (Центральный народный банк) вместе с региональными банками образует банковскую группу Crédit Populaire du Maroc (Народный кредит Марокко).